# Tegalarum (Borobudur)
Tegalarum is een bestuurslaag in het regentschap Magelang van de provincie Midden-Java, Indonesië. Tegalarum telt 2388 inwoners (volkstelling 2010).